# Municipio de Aurora (Minnesota)
El municipio de Aurora (en inglés: Aurora Township) es un municipio ubicado en el condado de Steele en el estado estadounidense de Minnesota. En el año 2010 tenía una población de 574 habitantes y una densidad poblacional de 6,14 personas por km².

## Geografía
El municipio de Aurora se encuentra ubicado en las coordenadas 43°58′23″N 93°6′31″O / 43.97306, -93.10861. Según la Oficina del Censo de los Estados Unidos, el municipio tiene una superficie total de 93.45 km², de la cual 93,38 km² corresponden a tierra firme y (0,07 %) 0,07 km² es agua.

## Demografía
Según el censo de 2010, había 574 personas residiendo en el municipio de Aurora. La densidad de población era de 6,14 hab./km². De los 574 habitantes, el municipio de Aurora estaba compuesto por el 97,21 % blancos, el 0,17 % eran afroamericanos, el 0,87 % eran isleños del Pacífico, el 1,57 % eran de otras razas y el 0,17 % eran de una mezcla de razas. Del total de la población el 1,92 % eran hispanos o latinos de cualquier raza.